# リベリオン
『リベリオン』（邦題：REBELLION、原題：Equilibrium）は、2002年公開の近未来SFガンアクション映画。カート・ウィマー監督。日本でのビデオ・DVDの宣伝コピーは「Forget “The Matrix”!」（『マトリックス』を超えた！）。
日本では2003年3月29日に公開された。その後ソフト化された際に副題が追加され、『リベリオン -反逆者-』となった。

## 概要
作品のテーマは「無感覚」と「検閲」についてである。物語全体を通しておおむねステレオタイプで定番の古典的管理社会ディストピアが舞台という世界設定であり、細かい演出ミスが指摘されている一方、様式化された宗教劇的な要素も多く含まれている。
本作品には代名詞とも言える「ガン=カタ」という、二挺拳銃を用いる架空の戦闘術が登場する。これは東洋武術と科学的な発想が融合しているという設定で、「なぜか主人公にだけ悪役の弾が当たらない」という事象に対する説明と、弾を装填するたびに物陰に隠れていた従来のガン・アクションに対する、アンチテーゼ的な意味合いを兼ね備えている。このカンフーのようにスピード感のある「ガン=カタ」がソフト化以降にクチコミで話題となった。
劇場公開当時は積極的な宣伝がされず、1カ月ほどで打ち切りになった。その後クチコミで評価されるようになり人気を得るようになった。

## ストーリー
第三次世界大戦後に出現した全体主義体制の都市国家・リブリア。そこは、党首ファーザー率いるテトラグラマトン党が独裁政党として君臨し、二度と戦争が起らないように感情を持つことを禁じられた社会だった。
リブリアでは音楽や文学書籍、絵画や映像など、心を揺り動かす「感情的なコンテンツ」は全て「EC-10」として禁止され、人々は「イクイリブリウム」という政府機関が生産・配給する感情抑制薬であるプロジアムの服用を義務付けられていた。党の方針に逆らい、薬の服用を拒んで「EC-10」を所有している人間は「感情違反者」として、「ガン=カタ」と呼ばれる戦闘術を極めた特殊捜査官「グラマトン・クラリック」が摘発・処刑していた。
中でも有数の実力者である、第1級クラリックのジョン・プレストン（クリスチャン・ベール）は、妻が感情違反で処刑された後、息子のロビー、娘のリサと3人で暮らしているが、ロビーはクラリック候補生であり、プレストンにとっては自宅さえも監視しあう空間だった。
プレストンは、同僚のパートリッジが、「違反者」だったことを知り、彼を射殺するが、その一件から彼の心は揺らぎ始める。そんな中、カプセルを誤って割ってしまった彼は、プロジアムを服用しないまま、新たな同僚ブラントとともに仕事に出ることになった。彼は、そこで逮捕された「違反者」の女性であるメアリー・オブライエンの尋問中、逆に動揺させられてしまう。彼女の姿にプレストンは、かつて感情に関する罪で処刑された妻を思い出し始めた。そして鎮圧に出動した廃墟で、反乱者によって収集されていた品々や音楽に触れ、さらに朝焼けの摩天楼を見たことから感情を呼び覚ましてしまった彼は、プロジアムの服用を積極的に止め、社会に対する疑念を深めていく。
やがて郊外の廃墟で摘発中に「EC-10」となりうる仔犬の処刑を阻み、理由を付けて保護した彼だったが、後に犬を密かに逃がそうとしたところ巡回していた警官に犬を発見され射殺されそうになったため、その警官たちを殺害してしまう。その上、メアリーが処刑されたことに対して激しく感情を動かされたプレストンは、政府から疑われる事態に陥った。予め仕込んでいた計略を使いブラントに罪を着せて何とか難を逃れたプレストンは、政府の教えよりも父を選んだロビーにも助けられ、メアリーの処刑前にコンタクトを取っていたユルゲン率いる地下組織と共謀し、ファーザーを倒すため、ユルゲンたちを囮とする作戦に乗る。ユルゲンたちはプレストンに捕まったという形で、当局に身柄を拘束され、プレストンはその功績によりファーザーに特別に謁見を許されることになった。
しかし、検査という名目で連れて行かれた部屋で彼は驚くべき事実を知らされることになる。ファーザーは実際には何年も前に死んでおり、既にモニター上の存在でしかなかった。プレストンはファーザーに代わる影の最高権力者、テトラグラマトン党の第3評議会副総裁デュポンとブラントによって、謀られていたのだった。一時は衝撃を受け動揺するも、逆に強い怒りで動揺を抑え込み反撃に出たプレストンは待ち構えていた警備兵を全て撃ち倒し、デュポンとブラントがいる謁見の間に辿り着くが、そこではさらにデュポンの親衛隊が待ち伏せていた。
プレストンはガン=カタ使いの本領を発揮し、親衛隊と同じくガン=カタ使いのブラントを倒す。そしてデュポンと一対一で対峙しガン=カタによる激しい攻防戦の末、デュポンを無力化する。デュポンは相手の感情に訴えようと自分を殺す意味を問うが、理不尽に死んだメアリーの顔が浮かんだプレストンは「対価は喜んで支払う（字幕では「死んで償え」）」とデュポンにとどめを刺す。そして打ち合わせどおりに反乱者と民衆が蜂起し、平穏（イクイリブリウム）は失われるものの、社会が変わろうとしている光景を見て、プレストンは薄く微笑むのだった。

## 登場人物・キャスト
ジョン・プレストン
演 - クリスチャン・ベール、日本語吹替 - 小山力也
第1級「クラリック」。
メアリー・オブライエン
演 - エミリー・ワトソン、日本語吹替 - 田中敦子
政府の弾圧に反抗する「違反者」。
アンドリュー・ブラント
演 - テイ・ディグス、日本語吹替 - 楠大典
「クラリック」。ジョンの新たな相棒。
デュポン
演 - アンガス・マクファーデン、日本語吹替 - 山路和弘
「テトラグラマトン党」の副総裁。
エロール・パートリッジ
演 - ショーン・ビーン、日本語吹替 - 田中正彦
「クラリック」。ジョンの相棒だったが「違反者」だったことが分かり、処刑される。
ユルゲン
演 - ウィリアム・フィクナー、日本語吹替 - 菅原正志
「テトラグラマトン党」に反抗する地下組織のリーダー。
ファーザー
演 - ショーン・パートウィー、日本語吹替 - 小川真司
「テトラグラマトン党」の総裁。
ファーザーの代理人
演 - デヴィッド・ヘミングス
ロビー・プレストン
演 - マシュー・ハーバー、日本語吹替 - 浅井清己
プレストンの息子。
プレストンの妻
演 - マリア・ピア・カルゾーン
プレストンの亡き妻。
リサ・プレストン
演 - エミリー・シーワート
プレストンの娘。
ヴィヴィアナ・プレストン
演 - アレクサ・サマー、日本語吹替 - 重松朋
プレストンの娘。
シーマス
演 - ドミニク・パーセル、日本語吹替 - 松井範雄
「違反者」たちのリーダー。
「違反者」の被害者
演 - カート・ウィマー（カメオ出演）

## スタッフ
- 監督・脚本：カート・ウィマー
- 製作：ヤン・デ・ボン、ルーカス・フォスター
- 撮影：ディオン・ビーブ
- 編集：トム・ロルフ、ウィリアム・イェー
- 音楽：クラウス・バデルト
- 共同製作：スー・バーデン＝パウエル
- 製作補：ニノン・タンテット
- プロダクションデザイン：ウルフ・クルーガー
- 衣装デザイン：ジョセフ・ポロ
- 視覚効果スーパーバイザー：ティム・マクガバン
- 特殊効果スーパーバイザー：ユーリ・ネフゼル
- スタントコーディネート／格闘シーン演出：ジム・ヴィッカース
- スタントコーディネート助手：マイク・スミス、ブラッド・ボビー

## 製作

### タイトル
原題の Equilibrium は「均衡・落ち着き」、邦題の Rebellion （リベリオン）は「反逆・謀反」を意味し、それぞれ正反対の視点から映画内容を表現している。なお製作時の仮題は Librium であったが、同じ名称の抗不安薬を製造している製薬会社からクレームがついたため、今のタイトルに変更された。

### 予算
最初から低予算での制作だったため、コメンタリーでは予算を抑える工夫が何度も言及されており、冒頭での戦争をイメージさせる映像や、監督自ら行った「ガン=カタ」の演武、兵士が装着しているヘルメットも予算を抑えるための工夫の結果だという。
アクロバティックな「ガン=カタ」でも、費用がかさむワイヤーはあまり使われておらず、CG処理も背景以外は画像補正程度にとどまっている。

### 美術

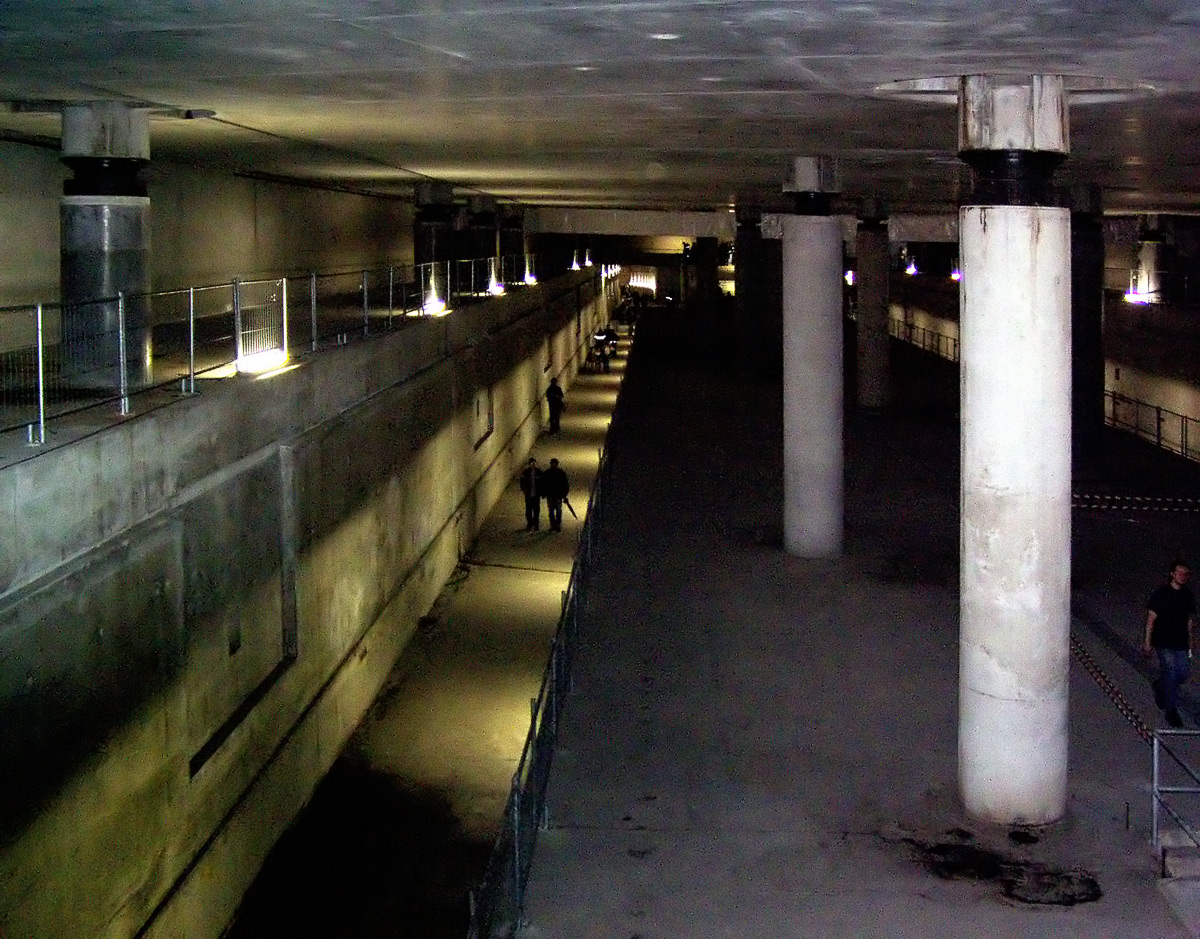
ベルリン地下鉄の工事中のブンデスターク駅（2004年）。政府機関の建物として劇中で使用された

プレストンらが乗っていたクラリック専用車のベースは、キャデラック・STSセビルで、時代設定にしては旧式なものを使用している。また、感情が規制された世界を印象づけるためか外装だけでなく、メーターやデッキ類を排除しその上まで白色で塗装されている。この車に関しては、最初の登場からインチアップされたアルミホイールを履いていたが、一度だけ純正のノーマルホイールとタイヤをつけたシーンが映っていた。
主人公が使用する拳銃「クラリック・ガン」は多数の機能を持つという設定から、シーン毎に違ったプロップが制作されている。このため同じ場面でも、アングルによっては銃に違いが確認できる。また「クラリック・ガン」以外の銃器は、撮影された時点で現用の銃器がそのまま使用されたり、クラリック専用車以外は普通のパトカーをほぼ無改造で出すなど、SF的なガジェットは全体的に少ない。頻繁に登場する大型放水車も、MAN社が空港向けに開発した消防車をレンタルしたものである。また登場する銃器もドイツ製が多い。
主なロケ地はドイツ国内で、ベルリン・オリンピアシュタディオンやテンペルホーフ空港、工事中の地下鉄駅などが撮影に使われた。ベルリン市内にはナチス政権時代に建てられた無味乾燥で権威主義的な建物が残り、これを背景にすることで個人の小ささと体制の強大さが強調できた。またドイツ統一後に建設された未来的で簡素な現代建築や、郊外に残る東ベルリン時代の団地などもロケ地となっている。台詞がほとんど無い役やモブは地元のエキストラを中心に起用している。またクラリック専用車のベースもドイツで調達した中古車である。

### ミス・エラー
プレストンがモルグ（遺体安置所）でパートリッジの遺体と対面するシーンでは、死亡しているはずのパートリッジが呼吸をしている様子が確認できる。また、クライマックスでのプレストンの襟の血糊跡など、細かい演出設定のミスが散見される。
日本語版DVDでは、ガン=カタを説明する台詞の翻訳に誤訳が残っている。

## 影響
従来のガンアクションは離れた場所から撃ち合うものであったが、銃撃と格闘戦を同時に行う「ガン=カタ」のアクションは「ガン=カタを超えるガン･フーは10年以上生まれることがなかった」「銃と武術の融合に初めて成功した映画」と評され、『ウォッチドッグス レギオン』や『Deadpool』などのゲーム、『ジョン・ウィック』『バイオハザード: ヴェンデッタ』などの映画にも採用された。
主演のクリスチャン・ベールはそれまでアクション映画には出演していなかったが、この作品を契機に『バットマン ビギンズ』、『ダークナイト』、『ターミネーター4』などのアクション映画への出演するようになった。